# Exechia abbreviata
Exechia abbreviata är en tvåvingeart som först beskrevs av Frederick Askew Skuse 1888.  Exechia abbreviata ingår i släktet Exechia och familjen svampmyggor. Inga underarter finns listade i Catalogue of Life.